# Last Song (Gacktの曲)
『Last Song』（ラスト ソング）は、2003年11月12日にGacktが発表した楽曲、および同曲を収録したシングル。通算16枚目のシングルである。

## 概要
- 4枚目のアルバム『Crescent』からの先行シングルである。
- この曲で『第54回NHK紅白歌合戦』に3年連続、3度目の出場を果たした。
- この後に、「12月のLove song / 十二月的情歌」が発売され、5作以上のシングルをリリースした。また5作以上のシングルをリリースするのは2000年以来、3年ぶりとなる。

## 収録曲
作詞・作曲：Gackt.C 編曲：Gackt.C, Chachamaru 
1. Last Song (5:18)
Gacktのシングル表題曲で、ライブツアーで本楽曲を演奏する際、シングルバージョンで演奏されていない楽曲となっている[1]。
後に、ベストアルバム『THE SIXTH DAY 〜SINGLE COLLECTION〜』にて、再録バージョンが、ベストアルバム『THE SEVENTH NIGHT 〜UNPLUGGED〜』にてアコースティックバージョンが、ベストアルバム『BEST OF THE BEST vol.1 -MILD-』には、ベストアルバム『THE SEVENTH NIGHT 〜UNPLUGGED〜』のアコースティックバージョンを基にした再録バージョンがそれぞれ収録された。
2. Solitary (3:21)
ライブ未演奏曲である。
3. Last Song (Instrumental)
4. Solitary (Instrumental)

## 楽曲の収録アルバム
- Crescent (#1、#2)
- THE SIXTH DAY 〜SINGLE COLLECTION〜 (#1、再録バージョン)
- THE SEVENTH NIGHT 〜UNPLUGGED〜 (#1、アコースティックバージョン)
- BEST OF THE BEST vol.1 -MILD- (#1、再録バージョン)